# Günther Wirth (Kunstkritiker)

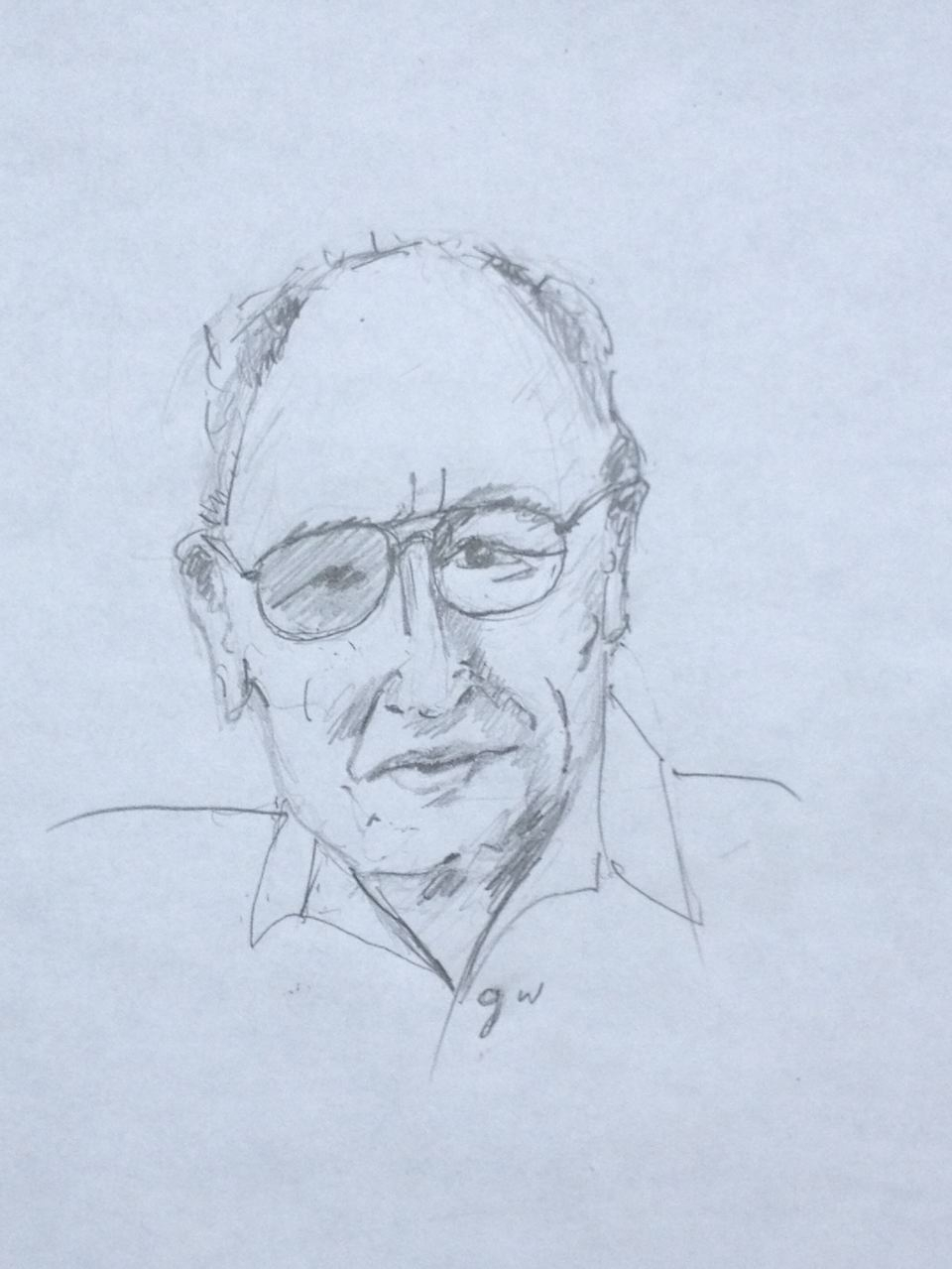
Günther Wirth porträtiert von Ursula Stock

Günther Wirth (* 9. April 1923 in Magdeburg; † 14. März 2015 in Stuttgart) war ein deutscher Kunstschriftsteller, Kritiker und Kurator.

## Leben
Wirth wurde 1923 in Magdeburg geboren. 1936 zog die Familie nach Friedrichshafen, 1939 nach Stuttgart, wo Wirth 1940 sein Abitur ablegte. Von 1941 bis 1945 diente Wirth in der Wehrmacht und geriet in Kriegsgefangenschaft. Zwischen 1946 und 1949 studierte er Pädagogik.
Von 1958 bis 1961 war Wirth Assistent bei Schlenker im „Künstlerbund Baden-Württemberg“, 1967 wechselte er als Kunstkritiker zur Schwäbischen Post, später zur Stuttgarter Zeitung und arbeitete bei Kunstwerk und Magazin Kunst mit. 1970 und 1971 war er Geschäftsführer des „Deutschen Künstlerbundes“, 1972 gab er den German Report für „Studio International“ in London heraus. 1993 ernannte ihn die Staatliche Akademie der Bildenden Künste Stuttgart zum Ehrenmitglied, 2004 zum Ehrensenator.
Im Krieg verlor Günther Wirth sein rechtes Auge. Im hohen Alter wurde sein linkes Auge vom Grünen Star befallen, so dass er am Ende seines Lebens fast blind war.
Wirth war seit 1947 verheiratet und wurde Vater dreier Söhne.

## Werk
Werkbestimmende Begegnungen mit Künstlern wie Alfred Kubin, Hans Hartung, Willi Baumeister, HAP Grieshaber, A. R. Fleischmann, Max Ackermann, Fritz Ruoff und Reinhold Nägele bestimmten seine Entwicklung zum Kurator und Kunstkritiker. Er unterhielt enge Verbindung zu der von ihm und Klaus Gallwitz so genannten „Karlsruher Schule“, deren Vertreter aus der Grieshaber-Klasse stammten. Neben der Arbeit als Lehrer, die der finanziellen Unabhängigkeit diente, zeichnete Wirth ein unermüdlicher Einsatz für die Förderung der Gegenwartskunst und deren Künstler aus. Weiter wurde er bekannt durch viele Eröffnungsreden zu Kunstausstellungen, in denen Wirth leidenschaftlich und kenntnisreich ein großes Publikum gewann. Außerdem Mitarbeit als Kunstkritiker bei Zeitungen und Kunstzeitschriften, der Aufbau größerer und großer Sammlungen zeitgenössischer Kunst mit entsprechenden Katalogbüchern im Südwesten, darunter der LBS Stuttgart, und der Allianz-Leben Stuttgart, der Sparkasse Calw/Pforzheim, des Enzkreises Esslingen a. N. und der Kreissparkasse Esslingen, sowie einer Sammlung Junger Kunst für die Kreissparkasse Kirchheim und der SSB (Stuttgarter Straßenbahnen), sowie die Berufung in zahlreiche Jurys. Viele Kunstbücher, darunter Standardwerke, entstehen ab 1982, etwa „Kunst im deutschen Südwesten“ und „Verbotene Kunst im deutschen Südwesten“, beide im Hatje-Verlag. Seit 2011 publizierte er Lyrikbände, darunter Bücher mit Haikus.

## Ehrungen
- 1979 Kritikerpreis zu Europa 80
- 1986 Ernennung zum Professor durch das Land Baden-Württemberg
- 1993 Ehrengast der Villa Massimo, Rom
- 2004 Ernennung zum Ehrensenator der Staatlichen Kunstakademie Stuttgart
- 2012 Verleihung der Staufermedaille in Gold[2]
- 2013 Kulturpreis Baden-Württemberg für sein Lebenswerk (geteilt mit Harald Klingelhöller)

## Veröffentlichungen

### Bücher (Auswahl)
- mit Eugen Gomringer: Konkretes von Anton Stankowski: Malerei und visuelle Information. Hatje Cantz, Stuttgart, 1974, ISBN 3-7757-0096-X
- Leonhard Schmidt: Monographie mit Werkverz. der Ölbilder 1916–1976. Edition Cantz, Stuttgart, 1977
- Deutsche Sonntagsmaler: am Beispiel einer Sammlung. Braun, Karlsruhe, 1978, ISBN 3-7650-9013-1
- Simon Dittrich. Huber und Meissner, Offenbach am Main, 1979, ISBN 3-921785-11-1
- Fritz Ruoff: Monographie mit Werkverzeichnis der Plastiken und Bildhauerzeichnungen. Edition Cantz, Stuttgart, 1981
- Kunst im deutschen Südwesten: von 1945 bis zur Gegenwart. Hatje, Stuttgart, 1982, ISBN 3-7757-0175-3
- mit Alexander Tolnay: Plastik der 60er und 70er Jahre im Südwesten. Klett-Cotta, Stuttgart, 1984
- Verbotene Kunst 1933–1945: verfolgte Künstler im dt. Südwesten. Hatje, Stuttgart, 1987, ISBN 3-7757-0243-1
- Botschaft der Taube: Leben und Werk von Christian Oehler. Kreuz-Verlag, Stuttgart, 1989
- Hermann Geiger: Skurrile Figuren. Druckerei Firnkes GmbH, Stuttgart.
- Feurige Spuren – der Maler Gustav Schopf, Stuttgart-Bad Cannstatt, 1989.

### Reden
- Esslinger Reden zur Kunst, Band l (S. 1–266), 1998
- Esslinger Reden zur Kunst, Band II (S. 280–570), 1999
- Esslinger Reden zur Kunst, Band III Kunststiftung der Kreissparkasse Esslingen, Sommer 2008
- Esslinger Reden zur Kunst, Band IV Kunststiftung der Kreissparkasse Esslingen, Sommer 2011 Gestaltung: Karl Duschek und Anton Stankowski
- Ausstellungsrede Hermann Geiger: Ausstellung zum 80. Geburtstag, Kunsthöfle Stuttgart-Bad Cannstatt 28. September 1984.